# ガルムナ (小惑星)
ガルムナ (180 Garumna) は小惑星帯に位置する小惑星。フランスの天文学者アンリ・J・ペロタンがトゥールーズで発見し、フランス南西部を流れるガロンヌ川のラテン名から命名された。